# Peter Gál-Andrezly
Peter Gál-Andrezly (Košice, 3 maggio 1990) è un calciatore slovacco, centrocampista del Csíkszereda.

## Carriera

### Club
Ha giocato nella massima serie dei campionati slovacco, ceco e rumeno.

### Nazionale
Ha giocato nella nazionale slovacca Under-19.